# انتقام جولی!
انتقام جولی! (به انگلیسی: Revenge for Jolly!) یک فیلم سینمایی آمریکایی در ژانر کمدی-درام محصول سال ۲۰۱۲ به کارگردانی چاد هاربولد و نویسندگی برایان پتسوس است. در این فیلم پتوسوس نقش آدمی را بازی می‌کند که انتقام مرگ سگ محبوبش را می‌گیرد. اسکار آیزاک، الیجا وود، آدام برودی، جیلیان جیکوبز، بابی موینیهان، رایان فیلیپ و کریستن ویگ از دیگر بازیگران اصلی این فیلم هستند. اولین بار این فیلم در جشنواره فیلم ترایبکا در تاریخ ۲۱ آوریل ۲۰۱۲ منتشر شد در ۷ می ۲۰۱۳، توسط سونی پیکچرز هوم انترتینمنت در ایالات متحده از طریق دی‌وی‌دی منتشر شد.

## داستان
یک مرد پسر عموی خود را استخدام می‌کند تا بفهمد چه کسی پشت مرگ مشکوک سگ مورد علاقه اش قرار دارد…

## بازیگران
- برایان پتوسوس در نقش هری دنیس
- اسکار آیزاک در نقش سیسیل
- الیجا وود در نقش توماس
- رایان فیلیپ در نقش اورت باخمایر
- کریستن ویگ در نقش آنجلا
- آدام برودی در نقش دنی فیدازو
- جیلیان جیکوبز در نقش تینا
- بابی موینیهان در نقش بابی فیدازو
- کوین کوریگان در نقش تونی
- دیوید راشی در نقش ایشلبرگر
- گرت دیلاهانت در نقش گری
- ایمی سایمتز در نقش ویکی
- جین اتکینسون به عنوان مسئول پذیرش
- برد موریس در نقش دیل
- استیو پین در نقش ژن